# Hans Jäger (Kunstsammler)

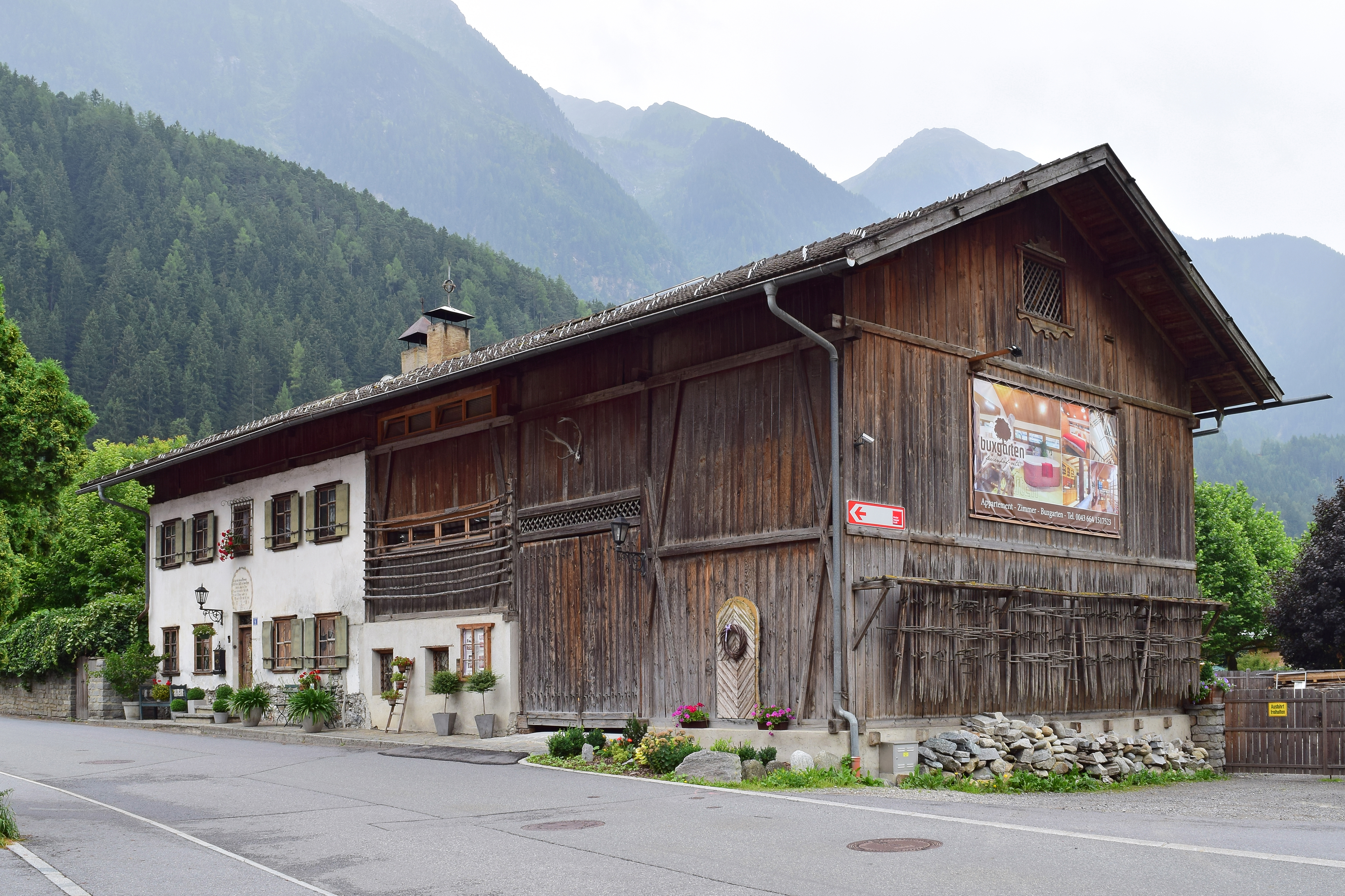
Die bescheidenen Anfänge: Das Bauernhaus Jägers, in dem bis 2003 die Galerie zum alten Ötztal untergebracht war.

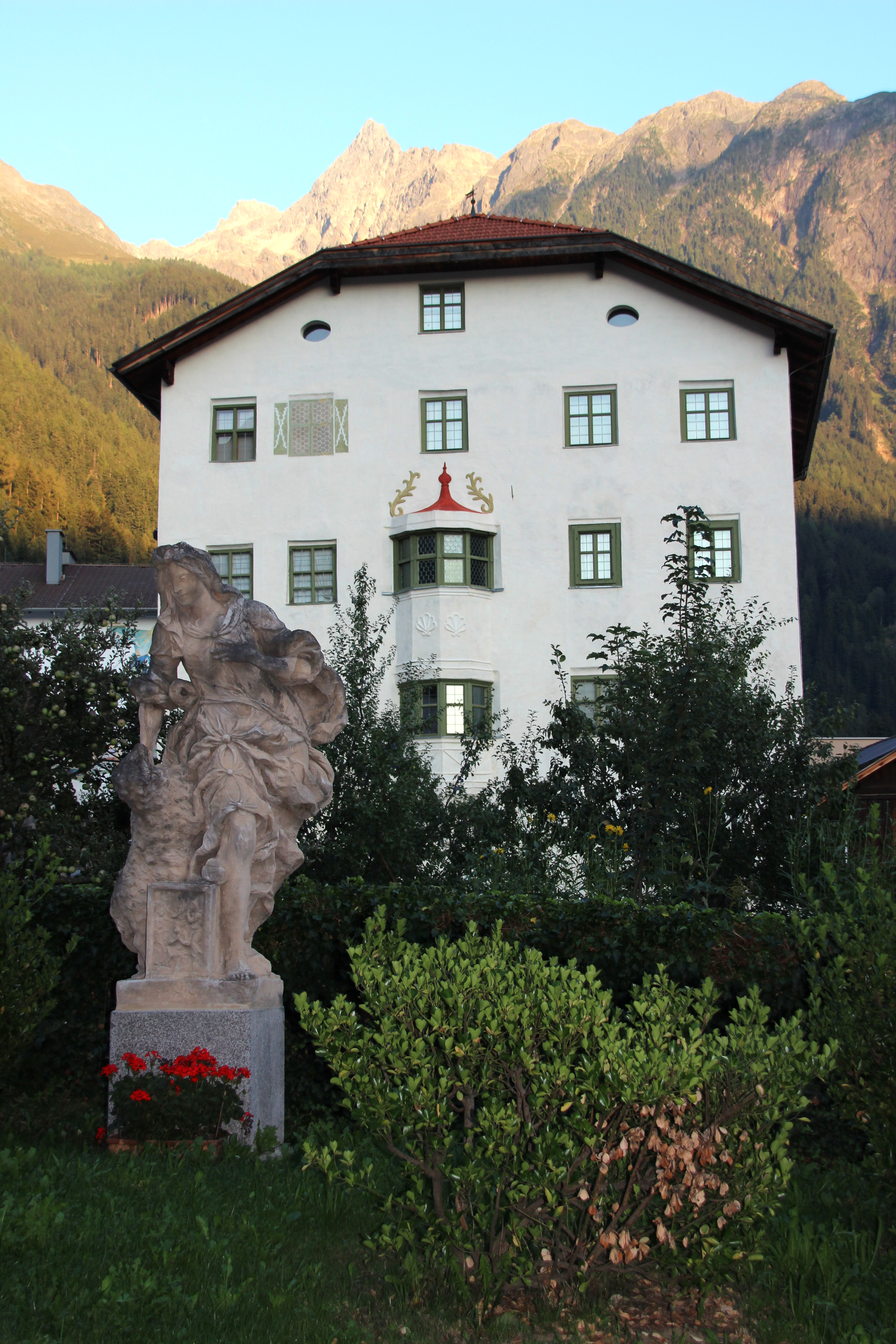
Das Turmmuseum in Oetz, in dem die Sammlung Jäger heute untergebracht ist

Hans Jäger, vulgo Raffl Hans (* 4. Juli 1937 in Oetz; † 16. Mai 2012) war ein österreichischer Kunstsammler, Kulturpublizist und Begründer des Turmmuseums Oetz.

## Leben
Er wurde als Sohn eines Bauern in Oetz in Tirol geboren. Er war bereits in jungen Jahren von der Volkskunst begeistert und betätigte sich schon früh als Sammler. In den 1980er Jahren eröffnete er in einem alten Stadel seines Bauernhauses die Galerie zum alten Oetztal, in deren Rahmen er nicht nur seine Sammlungen präsentierte, sondern auch Ausstellungen organisierte und Kataloge sowie kulturhistorische Schriften publizierte.
Jäger, der ehelos blieb, investierte sämtliche Einnahmen aus seinem Campingplatz in die Kunst. Er schaffte es, in seiner Heimatgemeinde ein historisches Gebäude im Ortszentrum, genannt der „Turm“, als Stätte seiner Sammlung zu etablieren.

## Sammlungen und Ausstellungen
Zeit seines Lebens sammelte Jäger Möbel, Holzschnitzwerke, Skulpturen und interessierte sich besonders für Druckgrafiken und Gemälde. Aus dieser Sammlertätigkeit ging eine Kunstsammlung von knapp 5000 Objekten hervor, deren Bandbreite von mittelalterlicher sakraler Kunst über die Entwicklung der alpinen Landschaftsmalerei bis hin zur Bildhauerei reicht. Auch zeitgenössische Kunst sowie Fotografien sind Teil der Sammlungen Hans Jägers.

### Kulturwandel im Alpenraum
Mit Hilfe der Landschafts- und Landwirtschaftsbilder konnte Jäger den Stellenwert der Natur und ihre Auswirkung auf das Leben der Menschen über die Zeiten hinweg dokumentieren, wie es die von ihm zusammengestellten Sonderausstellungen über die bäuerliche Baukultur oder über die gemeinschaftliche Freizeitgestaltung unter dem Titel „Winterfreuden einst und jetzt“ in seinem Museum zeigten. Dabei ging es Jäger nicht um Folklore, sondern um die Darstellung von Lebensrealitäten im Alpenraum.
Anhand seiner Gemälde und Fotografien kritisierte Hans Jäger in den 1980er-Jahren das Verschwinden des baukulturellen Erbes, das von der Gotik und der Renaissance bis hin zum Barock geprägt war, zugunsten der massentouristischen Erschließung seit 1870: „Markante Stellen, die die Künstler begeisterten, mussten ohne Ursache verschwinden.“ Zu den Bausünden und Fehlplanungen, die seiner Meinung nach die Politiker, aber auch Unternehmen wie die Tiroler Wasserkraft AG zu verantworten hatten, nahm Hans Jäger in Interviews und Beiträgen oft Stellung.

### Bildhauerei
Ein Tiroler Künstler, dem Jäger besondere Aufmerksamkeit zuwandte, war der in Sautens im Ötztal geborene Barockbildhauer Matthias Bernhard Braun, der Anfang des 18. Jahrhunderts in Böhmen wirkte. Jäger ließ die vom tschechischen Kunstwissenschaftler Emanuel Poche (1903–1987) über Braun verfasste Monographie ins Deutsche übersetzen. Die 1986 von Poche erweiterte Monographie wurde 2003 mit neuen Erkenntnissen bis 1995 ergänzt und von Hans Jäger in deutscher Sprache neu herausgegeben. Die Publikation erfolgte zusammen mit dem Innsbrucker Studienverlag und gehört zu den Grundlagen der kunstgeschichtlichen Auseinandersetzung mit Brauns Schaffen.
1984 hatte Jäger dem Künstler aus Anlass des 300. Geburtstags in seiner Galerie eine Ausstellung gewidmet. Jäger erwarb ein von Braun angefertigtes Tonmodell der auf der Karlsbrücke in Prag errichteten Figurengruppe der hl. Luitgard. Es ist die einzige Skulptur Brauns, die Tirol von diesem Künstler besitzt.
Auch zeitgenössische Skulpturen fanden in den Sammlungen und Ausstellungen von Hans Jäger ihren Platz. Der oberösterreichische Bildhauer Peter Paszkiewicz schuf Skulpturen aus Ötztaler Gneis und nannte die Freiluftausstellung der Galerie zum alten Ötztal im Jahr 2001 Steine in Jägers Garten.
Im Lauf der Zeit wurde „die Sammlung Jäger eine der bedeutendsten volkskundlichen und kunstgeschichtlichen Privatsammlungen des Alpenraums.“

## Museumsgründung
Hans Jäger hatte schon früh seine Sammlung in einem Teil seines alten Bauernhauses in der Piburgerstraße in Oetz präsentiert. Er nannte den Ausstellungsort, zu dem auch ein Außenbereich gehörte, Galerie zum alten Oetztal. In diesem Rahmen zeigte er nicht nur wechselnde Ausstellungen mit seinen Sammlungsobjekten, sondern auch immer wieder Leihgaben zeitgenössischer bildender Kunst mit Bezug zum Ötztal. Ab der Mitte der 1980er-Jahre suchte er zunehmend Wege, seine Sammlung beisammen zu halten und in einem gesicherten Rahmen auszustellen. Der „Turm“ ein mehrstöckiges altes Gebäude im Eigentum der Gemeinde Oetz wurde dafür ins Auge gefasst und ein Turmmuseumsverein gegründet, der bei den Institutionen und Körperschaften auf die Errichtung und die Finanzierung einer neuen Heimstätte für die Sammlung hinarbeitete. Hans Jäger wurde der Obmann des Vereins.
2003 erwarb das Land Tirol die Sammlung für das geplante Turmmuseum, dessen Entstehung der Initiative Jägers zu verdanken ist. Der „Turm“, ursprünglich ein Adelssitz und seit der frühen Neuzeit Verwaltung der Güter des Klosters Frauenchiemsee im Ötztal, wurde gründlich renoviert und schließlich am 19. Juni 2004 als Museum eröffnet. Im Mai 2005 wurde die Einrichtung mit dem Tiroler Museumspreis 2004 ausgezeichnet, im Oktober 2006 wurde ihr das Österreichische Museumsgütesiegel verliehen, Noch wenige Monate vor seinem Tode bekam Hans Jäger im September 2011 von der Tiroler Kulturlandesrätin Beate Palfrader die Schlüssel für ein neues Depot überreicht, das es ihm und seinen späteren Nachfolgern ermöglichte, in wechselnden thematischen Ausstellungen den inzwischen angewachsenen Bestand seiner Sammlungen zu zeigen. Bis zu seinem Tod führte er auch immer wieder selbst durch die Ausstellungen im Turmmuseum.
Seit 1. Jänner 2019 ist das Turmmuseum in die Ötztaler Museen GmbH eingegliedert und wird von dieser auch betrieben. Am 30. Jänner 2020 fand in seiner Heimatgemeinde unter dem Motto „Hans Jäger und der Turm - ein Gesprächsabend“ eine von der Kulturwissenschaftlerin Edith Hessenberger moderierte Gedenkveranstaltung statt. Im Jahr 2021 erfolgte die Auszeichnung mit dem Österreichischen Museumspreis.

## Werke (Auswahl)
Hans Jäger war Herausgeber, Autor und Koautor kulturgeschichtlicher Publikationen, die in deutschsprachigen Nationalbibliotheken aufliegen:
- Matthias Bernhard Braun – Der Meister des Böhmischen Barock und seine Werkstatt. Herausgegeben in Zusammenarbeit mit dem Südtiroler Kulturinstitut, StudienVerlag, Innsbruck 2003 (Originaltitel: Emanuel Poche: Matyáš Bernard Braun), ISBN 3-7065-1856-2.
- Bergbäche. Wasserfälle. Achstürze. Galerie zum Alten Oetztal, Oetz 2010.
- Matthias Bernhard Braun – Schicksal, Leben und Werk eines Tiroler Bildhauers in der Barockzeit. Turmmuseum Oetz, Oetz 2008.
- Walter Honeder – Landschaften aus dem Ötztal. Galerie zum Alten Oetztal, Oetz 2006.
- Der Acherkogl – ein Herrscherportrait. Galerie zum Alten Oetztal, Oetz 2003.
- Peter Paszkiewicz – Steine in Jägers Garten. Skulpturen aus Ötztaler Gneis. Ausstellung in der Galerie zum Alten Oetztal, Oetz 2001
- Der Brückenheilige. Johannes von Nepomuk im Leben und in der Kunst. Galerie zum Alten Oetztal, Oetz 2000.
- Neuruppiner Bilderbogen. Ausstellung in der Galerie zum Alten Oetztal und in der Tiroler Sparkasse, Innsbruck, Oetz 1997.
- Pitztal: Kunst – Alpinismus – Photographie. Galerie zum Alten Oetztal, Oetz 1995.
- Adolf Trientl – Priester, Wanderlehrer, "Mistapostel". Ausstellung in der Galerie zum Alten Oetztal, Oetz 1992.
- Notizen von Besuchen bei Braun. Galerie zum Alten Oetztal, Oetz 1988.